# Georg Schwarzenberger (Rechtswissenschaftler)
Georg Schwarzenberger (* 20. Mai 1908 in Heilbronn; † 20. September 1991 in Harpenden, Hertfordshire, Vereinigtes Königreich) war ein deutsch-britischer Völkerrechtler.

## Leben
Georg Schwarzenberger wuchs in Heilbronn auf, besuchte dort das Karls-Gymnasium und studierte anschließend Rechtswissenschaften in Heidelberg, Frankfurt, Berlin, Tübingen, Paris und London. 1929/30 wurde er bei Carlo Schmid in Tübingen mit einer Arbeit über das Völkerbundsmandat für Palästina zum Dr. iur. promoviert. Er war Mitglied der SPD und engagierte sich in den Wahlkämpfen 1932/33 gegen die Nationalsozialisten. Nach deren Machtübernahme wurde er wegen seiner jüdischen Abstammung und seines Engagements für die Sozialdemokratie im Dezember 1933 aus dem Referendariat entlassen. Schwarzenberger war ein Schüler des Rechtsphilosophen und Heidelberger Professors Gustav Radbruch und wurde von diesem gefördert; den Nationalsozialisten galt er als „Vertrauter des SPD-Bonzen Radbruch“. Als Schwarzenberger die Einlieferung in das KZ Heuberg drohte, floh er zusammen mit seiner nichtjüdischen Frau Susanna Schwarzenberger zunächst in die Schweiz, und beide emigrierten dann 1934 nach Großbritannien. Später wurde er, wie auch seine Frau – die erste juristische Assistentin in Heidelberg –, der sogenannten „Assistentengeneration“ der Emigration von Wissenschaftlern in der Zeit des Nationalsozialismus zugerechnet, da er noch keine akademische Reputation vorweisen konnte und noch nicht über breitere Kontakte in Wissenschaftskreisen verfügte. 1940 wurde er als feindlicher Ausländer für einige Monate interniert.
1936 promovierte Schwarzenberger in London zum Dr. phil. Von 1938 bis 1945 war er als Lecturer für International Law and Relations an der University of London tätig. Im nationalsozialistischen Deutschland wurden ihm 1939 die deutsche Staatsbürgerschaft und der deutsche Doktor-Grad aberkannt. Seine Eltern, sein Bruder und seine Schwester und deren Kinder, mit Ausnahme einer Nichte, wurden von den Nationalsozialisten ermordet. Seine religiösen Wurzeln hatte Schwarzenberger nach der Emigration abgeschnitten und trat zur United Reformed Church über. Von 1945 bis 1962 war er Reader für International Law an der University of London, von 1962 bis 1975 war er dort Professor, seit 1975 Emeritus. Von 1934 bis 1943 war Schwarzenberger Secretary am London Institute of World Affairs, von 1943 bis 1962 Director of Studies, von 1962 bis 1983 Director und seit 1983 Vice-President. 1955 wurde er von der englischen Anwaltskammer Gray’s Inn als Barrister-at-Law zugelassen.
Zu den zentralen Aspekten der wissenschaftlichen Ansätze von Schwarzenberger gehörte das Spannungsfeld zwischen Völkerrecht und Politik. Trotz seiner Verankerung in der deutschen Völkerrechtstheorie der ersten Hälfte des 20. Jahrhunderts ließ ihn dies zu einem Außenseiter in der Völkerrechtswissenschaft werden. Seine machtpolitische Konzeption des Völkerrechts wird heute der realistischen Schule der Internationalen Beziehungen zugerechnet und verbindet ihn mit Namen wie Hans Morgenthau oder Henry Kissinger.
Georg Schwarzenberger war von 1931 bis zu seinem Tod mit Susanna Schwarzenberger verheiratet, gemeinsamer Sohn des Ehepaars war der Mathematikprofessor Rolph Ludwig Edward Schwarzenberger (1936–1992).

## Werke (Auswahl)
- Das Völkerbundsmandat für Palästina. Enke, Stuttgart 1929 (Tübinger Abhandlungen zum öffentlichen Recht; 21) (Zugl.: Tübingen, Univ., Diss., 1930).
- Die Kreuger-Anleihen: Ein Beitrag zur Auslegung der internationalen Anleihe- u. Monopolverträge sowie zur Lehre vom Staatsbankerott. Duncker und Humblot, München u. Leipzig 1931.
- Die internationalen Banken für Zahlungsausgleich und Agrarkredite: ein Beitrag zum internationalen Finanzrecht. Junker und Dünnhaupt, Berlin 1932 (Wirtschaftsprobleme der Gegenwart; 17/18).
- Die Verfassung der spanischen Republik. Gräfe und Unzer, Königsberg Pr. 1933 (Öffentlich-rechtliche Vorträge und Schriften; 14).
- William Ladd: an examination of an American proposal for an international equity tribunal. Constable, London 1935.
- The League of Nations and world order: a treatise of the principle of universality in the theory and practice of the League of Nations. Constable, London 1936 (The New Commonwealth Institute monographs. Series A; 3).
- zusammen mit George W. Keeton: Making international law work. Peace Book, London 1939.
- Power Politics: an introduction to the study of international relations and post-war planning. Cape, London 1941.
- International law and totalitarian lawlessness. Cape, London 1943.
- International law: as applied by international courts and tribunals
  - Bd. 1: International law. Stevens, London 1945.
  - Bd. 2: The law of armed conflict. Stevens, London 1968.
  - Bd. 3: International constitutional law. Stevens, London 1976.
- A Manual of International Law. Stevens, London 1947 (Library of world affairs; 3) (6. Aufl. 1976)
- Einführung in das Völkerrecht. Mohr, Tübingen 1951.
- Machtpolitik: eine Studie über die internationale Gesellschaft. Mohr, Tübingen 1955.
- The legality of nuclear weapons. Stevens, London 1958 (Library of world affairs; 43).
- Foreign investments and international law. Praeger, New York [u. a.] 1969 (Library of world affairs; 68).
- Economic world order? A basic problem of international economic law, Manchester Univ. Press, Manchester 1970.
- Civitas Maxima? Mohr, Tübingen 1973 (Recht und Staat in Geschichte und Gegenwart; 413/414), ISBN 3-16-634331-8.
- The Dynamics of International Law. Professional books, Milton 1976, ISBN 0-903486-18-0.